# Screem Writers Guild
Screem Writers Guild es el duodécimo álbum de estudio de la banda de hard rock finlandés Lordi, con fecha de publicación el 31 de marzo de 2023. El título del álbum es una referencia al Screen Writers Guild, una asociación de guionistas de Hollywood creada en los años 1920. Mr. Lordi afirmó que "El disco en sí no es un verdadero álbum conceptual, pero obviamente juega con el tema cinematográfico en general". Para promocionar su lanzamiento, el grupo inició la gira europea Unliving Pictour Show.
Es el primer álbum en el que participó el guitarrista Kone tras la salida del anterior guitarrista Amen.

## Grabación
La grabación del álbum empezó en octubre de 2022 en los estudios Finnvox, ubicados en Helsinki, Finlandia. La grabación tuvo lugar con el productor Pauli Saastamoinen, siendo la primera vez que produce un álbum de Lordi.

## Lista de canciones
| N.º | Título                             | Letras                           | Música         | Duración |  |
| 1.  | «Dead Again Jayne»                 | Mr Lordi, Tracy Lipp             | Mr Lordi, Mana | 4:33     |  |
| 2.  | «SCG XVIII: Nosferuiz Horror Show» | Mr Lordi, Tracy Lipp, Ralph Ruiz | Mr Lordi       | 1:04     |  |
| 3.  | «Unliving Picture Show»            | Mr Lordi, Tracy Lipp             | Mr Lordi       | 3:47     |  |
| 4.  | «Inhumanoid»                       | Mr Lordi, Tracy Lipp             | Mr Lordi, Kone | 3:43     |  |
| 5.  | «Thing in the Cage»                | Mr Lordi, Tracy Lipp             | Mr Lordi       | 5:13     |  |
| 6.  | «Vampyro Fang Club»                | Mr Lordi, Tracy Lipp             | Mr Lordi       | 4:15     |  |
| 7.  | «The Bride»                        | Mr Lordi, Tracy Lipp             | Mr Lordi       | 4:08     |  |
| 8.  | «Lucyfer Prime Evil»               | Mr Lordi, Tracy Lipp             | Mr Lordi, Kone | 4:48     |  |
| 9.  | «Scarecrow»                        | Mr Lordi, Tracy Lipp             | Mr Lordi, Kone | 3:57     |  |
| 10. | «Lycantropical Island»             | Mr Lordi, Tracy Lipp             | Mr Lordi       | 3:50     |  |
| 11. | «In the Castle of Dracoolove»      | Mr Lordi, Tracy Lipp             | Mr Lordi       | 4:40     |  |
| 12. | «The SCG Awards»                   | Mr Lordi, Tracy Lipp, Ralph Ruiz | Mr Lordi       | 1:40     |  |
| 13. | «Heavengeance»                     | Mr Lordi, Tracy Lipp             | Mr Lordi       | 4:13     |  |
| 14. | «End Credits»                      | Mr Lordi, Tracy Lipp             | Mr Lordi       | 5:15     |  |

## Créditos
- Mr. Lordi - Vocalista
- Kone - Guitarrista
- Hiisi - Bajista
- Hella - Teclista
- Mana - Batería

## Posicionamiento
| Año  | Listas               | Semana | Posición |
| ---- | -------------------- | ------ | -------- |
| 2023 | Finlandia (Top 50)   | 14     | 7        |
| 2023 | Alemania (Top 100)   | 15     | 28       |
| 2023 | Reino Unido (Top 40) | 15     | 29       |
| 2023 | Suiza (Top 100)      | 15     | 86       |